# Monastère de Soko
Pour les articles homonymes, voir Soko.
Le monastère de Soko (en serbe cyrillique : Манастир Соко ; en serbe latin : Manastir Soko) est un monastère orthodoxe serbe situé à Uzovnica, dans le district de Mačva et dans la municipalité de Ljubovija en Serbie.
Le monastère est dédié à saint Nicolas d'Ochrid (Nikolaj Velimirović),.

## Présentation
Le monastère est situé au pied de l'ancienne forteresse de Soko Grad, aujourd'hui en ruines, à 15 km de Ljubovija et à la limite des régions naturelles d'Azbukovica et de Rađevina.
Il a été fondé à l'initiative de l'évêque de l'éparchie de Šabac Lavrentije. L'église a été construite entre 1991 et 1994 dans un style architectural influencé par l'école moravienne de la Serbie médiévale. Elle abrite une iconostase sculptée et dorée de style baroque, peinte dans un style byzantin par la religieuse allemande Krstana Tasić,.
Dans l'enceinte du monastère se trouve aussi un musée, un konak et un édifice plus important, la « Maison Nikolaj Velimirović », qui peut accueillir 200 personnes.
Depuis 2001, le monastère accueille le mouvement « Moba », qui s'adresse à de jeunes serbes issus de la diaspora ; l'objectif du mouvement est d'apprendre à ces jeunes gens la langue serbe et de les familiariser avec le pays de leurs ancêtres,.